# 大人馬座恆星雲
大人馬座恆星雲是銀河系星系中肉眼可見的最亮區域，是銀河系凸起的一部分，位置在大裂縫的西北邊緣。不要與在其附近的小人馬座恆星雲混淆，後者位於北方約10°。這個恆星雲從恆星箕宿一（人馬座γ）向北延伸幾度，被認為是雙筒望遠鏡中燦爛的景象，在“明亮的光芒中，隨時都有許多可分辨的恆星火花”。以裸眼觀賞，恆星雲看起來明亮光滑，彷彿就像一股「蒸汽」從人馬座“茶壺”星群的壺嘴噴出。

## 性質
大人馬座星雲是銀河系最內層的結構，可以在可見光波長下觀察到，也是可以用裸眼看見的銀河系最遙遠的部分。由於形成新恆星所需的氣體和塵埃耗盡，該地區沒有年輕的藍星。相對的，最亮的恆星是K型橙色巨星，這就是為什麼恆星雲在彩色照片上呈淡黃色的原因。
在可見光的波長下，由於星際塵埃的遮蔽，而看不見位於雲氣以西約兩度處的銀河系中心。

## 特徵

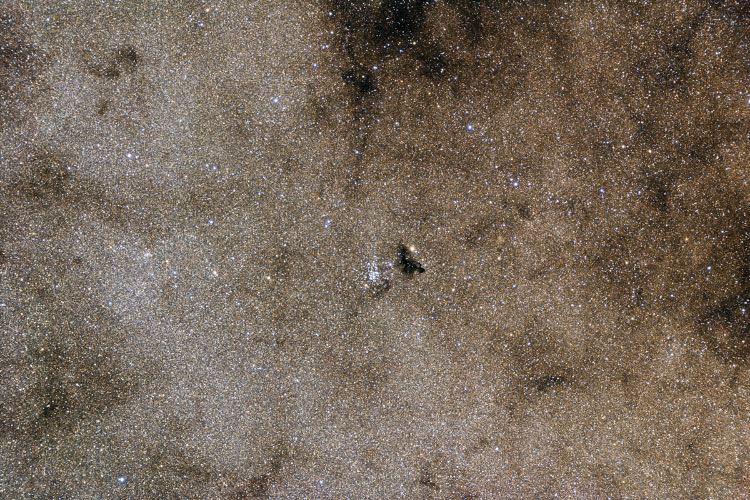
在人馬座大星雲中的疏散星團NGC 6520和暗星雲巴納德86。

疊加在人馬座大星雲上的是明亮的疏散星團NGC 6520。靠近西方的是小斑點是暗星雲巴納德86，愛德華·愛默生·巴納德描述為“發光天空上的一滴墨水”。在這對天體的東邊是球狀星團NGC 6540。
恆星雲的南端有一對球狀星團，NGC 6522和NGC 6528，它們都位於一個沒有星際塵埃的特別區域，巴德窗內。

## 巡天調查

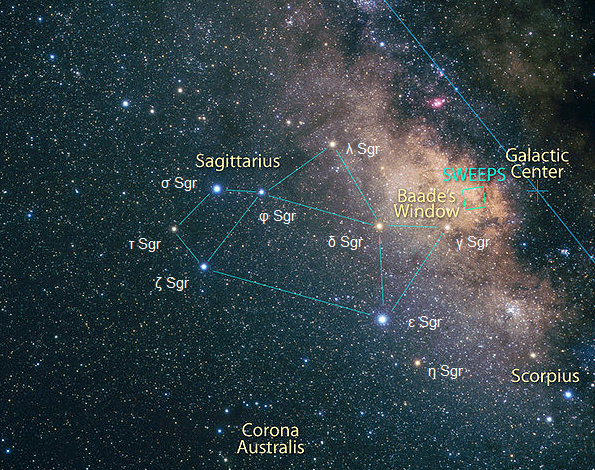
標示巴德窗和SWEEPS目標區域的大人馬座恆星雲。

人馬光窗掩凌系外行星搜尋計畫（SWEEPS）是2006年的一個專案，使用哈伯太空望遠鏡監測180,000顆恆星七天，以探測系外行星。

## 外部連結
- Koprolin, Walter. .[]
- Bergeron, Joe. .   [2023-04-13]. （原始内容存档于2020-10-17）.
- . 13 February 2013.[]